# Marcus Pelz
Marcus Pelz (geboren am 16. August 1966 in Stuttgart) ist ein deutscher Opernsänger der Stimmlage Bassbariton, der seit 1999 dem Ensemble der Wiener Staatsoper angehört.

## Leben und Werk
Marcus Pelz studierte Sologesang, Lied und Oratorium, klassische Operette sowie das Fach Alte Musik am Konservatorium der Stadt Wien und absolvierte die Opernschule der Universität für Musik und darstellende Kunst in Wien. Ein erstes Engagement führte ihn an das Landestheater St. Pölten. Von 1995 bis 1997 trat der Sänger an der Wiener Kammeroper auf, danach war er an der Neuen Oper Wien verpflichtet. Seit 1999 ist Marcus Pelz Ensemblemitglied der Wiener Staatsoper. Er singt dort überwiegend kleine und mittlere Rollen, überwiegend des Charakterfaches. Sein Repertoire umfasst mehr als hundert Partien – Colas, Antonio, Masetto, Zweiter Priester und Sprecher in Werken Mozarts, Cecco del Vecchio, Reinmar von Zweter, Kothner, Hermann Ortel und Konrad Nachtigall, Steuermann (Tristan und Isolde) und 2. Gralsritter bei Richard Wagner, Sire di Béthune, Chirurgus, Baron Duphol, Graf von Ceprano und Marullo, Christian und Samuel/Graf Horn/Hastings bei Giuseppe Verdi, Wirt und Sergeant, Schaunard, Benoît und Alcindoro, Sciarrone und Cesare Angelotti, Sagrestano, Kaiserlicher Kommissär, Larkens, Amantio di Nicolao bei Giacomo Puccini, Erster Soldat, Erster und Zweiter Nazarener, Alter Diener und Pfleger des Orest, Notar und Polizeikommissär, Lakai, Einarmiger, Graf Lamoral, Haushofmeister (Capriccio), 1. Schäfer bei Richard Strauss, weiters in zahlreichen Werken von Bellini, Donizetti und Rossini, außerdem den Morales in der Carmen, Hermann, Luther und Schlémil in Offenbachs Les contes d’Hoffmann und den Saretzki im Eugen Onegin. Sein komödiantisches Talent kommt in Rollen wie dem Hortensius in La fille du régiment zur Geltung. Äußerst beliebt beim jungen Publikum sind seine Auftritte in Kinderopern.
In der Titelpartie des Berg’schen Wozzeck gastierte er am Teatro Avenida von Buenos Aires, beim Maggio Musicale 2012 in Florenz zählte er zum Rosenkavalier-Cast. Weitere Gastspiele führten den Sänger an die Wiener Volksoper, das Linzer Landestheater, zum Stift Altenburg und an die Oper auf der Burg Gars am Kamp. Mit dem Ensemble der Wiener Staatsoper gastierte er 2013 in der Hamburger Elbphilharmonie, mit einer konzertanten Aufführung von Mozarts Le nozze di Figaro. Weitere Staatsoperngastspiele führten ihn nach Amsterdam, Bukarest, Shanghai, Seoul, Singapur, Sofia, Taipeh, Valencia und in verschiedene Städte Japans. Beim New-York-Gastspiel der Staatsoper in der Carnegie Hall sang er in Salome und Wozzeck. Auf diesen Reisen dirigierten Seiji Ozawa, Ulf Schirmer, Giuseppe Sinopoli und Franz Welser-Möst. Marcus Pelz ist auch ein gefragter Konzertsänger. Er übernahm und übernimmt die Bass-Soli in zahlreichen Sakralwerken, Bachs, Mozarts und Haydns oder im Elias von Felix Mendelssohn Bartholdy. Er gastierte bei den Linzer Bruckner-Festspielen, den Händel-Festspielen in Halle und bei Konzerten in Deutschland, Brasilien, Italien, Japan, Portugal, Spanien und Thailand. Er gibt auch Liederabende.